# Waldenburgerbahn
Le Waldenburgerbahn (WB) est une entreprise ferroviaire suisse.

## Histoire

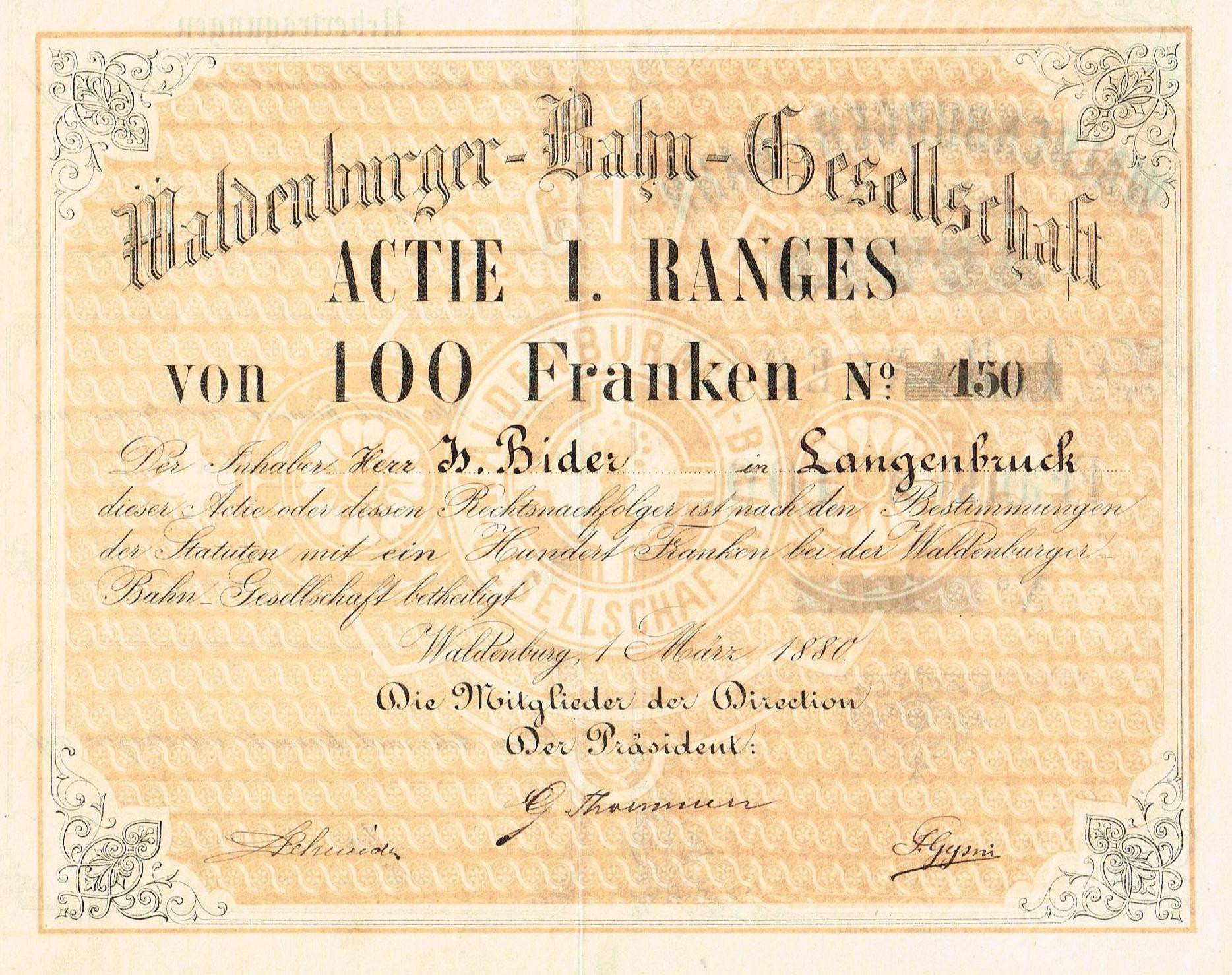
Action de la Waldenburger-Bahn-Gesellschaft en date du 1. Mars 1880

La compagnie exploite, dès le 1er novembre 1880, une ligne de chemin de fer à voie très étroite de 750 mm reliant Liestal, (Canton de Bâle-Campagne) à Waldenburg. La compagnie électrifia son réseau en 1953.
À l'origine de la construction de cette ligne, c'est l'arrivée à Liestal de la ligne de chemin de fer Bâle - Olten en 1858, ligne construite par la compagnie Chemins de fer du central suisse (Schweizerische CentralBahn), fondée le 4 février 1853 et intégrée aux CFF en 1902. L'arrivée de cette ligne priva la vallée de Waldenburg de ses principales sources de revenus liées à l'importante route du Hauenstein (Bâle-Soleure). Pour y remédier et favoriser le développement d'industries dans la vallée, des hommes prirent l'initiative de construire cette ligne avec l'appui financier des communes, du Canton de Bâle-Campagne et du Chemin de fer Central-Suisse.
L'écartement de 750 mm a été adopté pour mieux insérer la voie ferrée dans la chaussée. Dès 1923 et au fur et à mesure de l'aménagement de la route du Hauenstein, la voie ferrée fut installée sur sa propre emprise. En 1938, la compagnie reçut une nouvelle locomotive à vapeur la N° 7 G 4/5. À la sortie de la guerre, la situation économique de la compagnie se détériora du fait du coût du charbon et de l'impossibilité d'augmenter le trafic. Avec l'électrification de la ligne en 1953, des modifications du tracé furent également réalisés.
Pour sortir cette ligne de son cul-de-sac, les gens de la vallée ont souvent cherché à faire prolonger la ligne par un tunnel jusqu'à Balsthal, pour rejoindre la ligne de chemin de fer Oensingen-Balsthal-Bahn, sans succès.
Depuis la fusion avec le BLT en janvier 2016, cette ligne porte le numéro 19 du réseau du Baselland Transport (BLT). Entre 2020 et 2025, avec la modernisation de la gare de Liestal, le BLT procédera au renouvellement complet de l'infrastructure, avec un changement de l'écartement des voies de 750 mm à 1 000 mm, de nouvelles installations, nouvelle gare avec dépôt ferroviaire, une modification du tracé, mise à niveau des quais (LHan) et l'achat de 10 nouvelles rames Tramlink, d'un gabarit de 2,4 m pour une longueur de 44 mètres, de type Be 6/8, à Stadler Rail,. Les travaux sont prévus pour environ 300 millions de Francs suisses et débutent le 6 avril 2021.

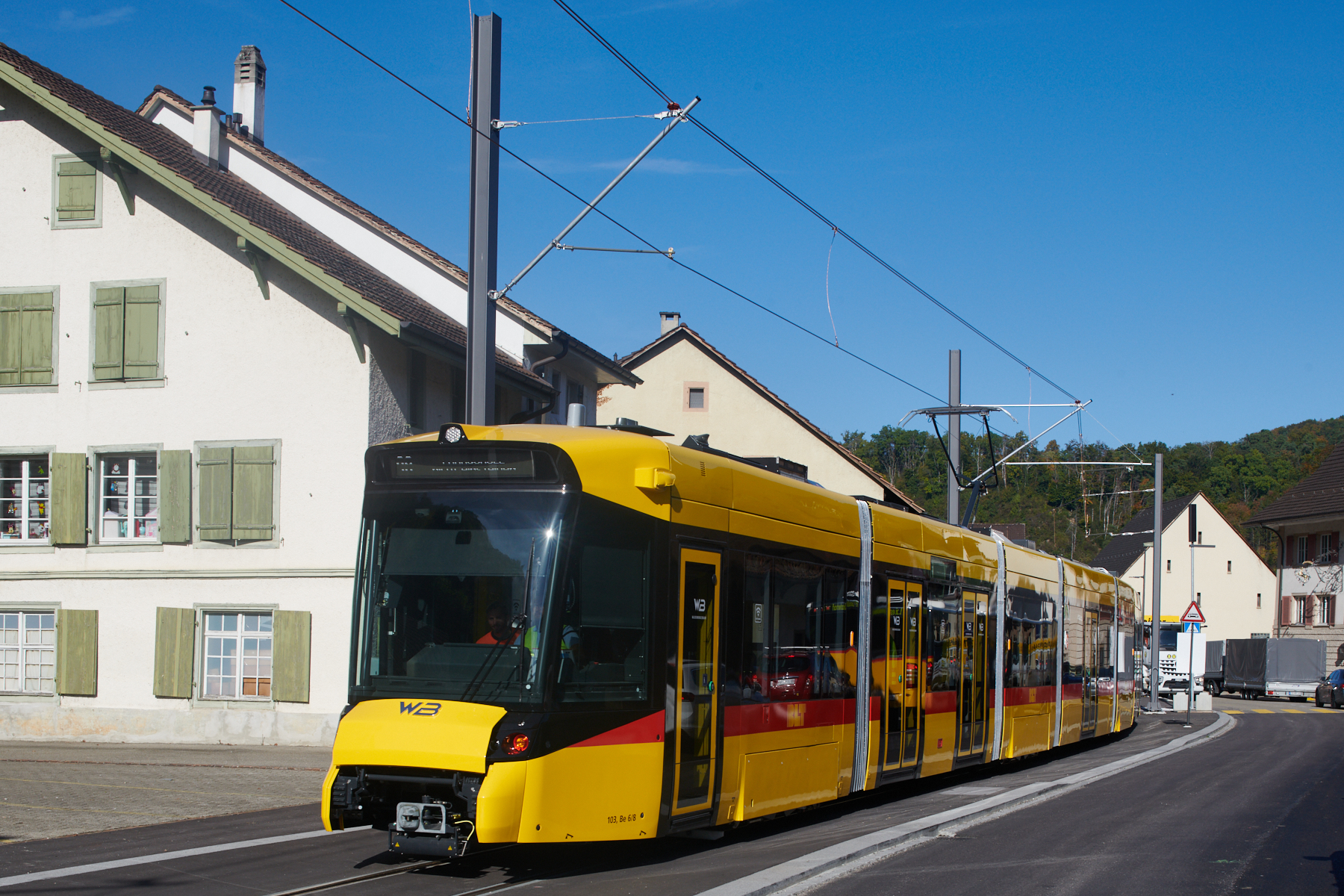
Le nouveau Tramlink WB de type 6/8, N° 103, à Hölstein

La ligne sera équipée de la commande CBTC standard, système qui permet le contrôle numérique entre le train et les ordinateurs centraux et sera également exploitée en Grade of Automation niveau 1 (GoA1).
Lors du changement d'horaire le 11 décembre 2022, l'exploitation de la nouvelle ligne avec les nouveaux Tramlink est mise en service. L'infrastructure de la ligne de 13 kilomètres et les nouveaux trains sont à la pointe de la technologie ferroviaire. Le coût final de ce projet est de 345 millions de francs.

## Matériel roulant ferroviaire
| Matériel roulant    | Type et numéros | Nbre | Année de construction | Constructeur(s) | Places assises 2e classe | Remarque(s)         | Photo |
| ------------------- | --------------- | ---- | --------------------- | --------------- | ------------------------ | ------------------- | ----- |
| Locomotive à vapeur | G 3/3 5         | 1    | 1902                  | SLM             | -                        | véhicule historique |       |
| Automotrices        | BDe 4/4 11-17   | 7    | 1985                  | SWP / SIG / BBC | 33                       |                     |       |
| Voitures-pilotes    | Bt 111-120      | 10   | 1986/1993             |                 |                          |                     |       |
| Tramlink            | Be 6/8 101-110  | 10   | 2022/2023             | Stadler Rail    | -                        |                     |       |

Le 3 avril 2020, l'ancien matériel roulant, des trains-navettes, a été vendu à la Schwarzgranbahn ( Čiernohronská železnica , ou ČHŽ en abrégé) en Slovaquie

### Note
1. ↑  Tramways construits dans l'usine espagnole d'Abuixech à Valence, ancienne usine de Vossloh, rachetée par Stadler Rail en 2016